# Sydfronten under den amerikanske uafhængighedskrig
Sydfronten under den amerikanske uafhængighedskrig var det vigtigste operationsområde i den anden halvdel af den Amerikanske uafhængighedskrig. I de første tre år af krigen havde det vigtigste slag stået i nord, med fokus på felttog omkring byerne Boston, New York og Philadelphia. Efter at Saratogafelttoget var slået fejl, opgav briterne stort set de mellemste kolonier og koncentererede sig om at passificere de sydlige kolonier. Under felttoget i syden udkæmpede briterne en lang række slag, hvoraf de fleste var taktiske seje. I næsten alle tilfælde førte disse sejre til en strategisk svækkelse af den britiske hær, som følge af de store tab. Det illustreres bedst af Slaget ved Guilford Courthouse. Adskillige amerikanske sejre, såsom slaget ved Cowpens og slaget ved King's Mountain havde ligeledes til følge at den britiske militære styrke blev svækket. Det var i praksis den sidste større operation i den amerikanske uafhængighedskrig, og kulminationen – belejringen af Yorktown – betød i sidste ende en afslutning på det britiske styre i kolonierne.

## Tidlige operationer, 1775–1776
I Virginia indtraf den såkaldte krudtepisode den 20. april 1775, dagen efter Slagene ved Lexington og Concord, en begivenheder de rhavde visse paralleller. Lord Dunmore, den kongelige guvernør i Virginia forsøgte at overføre krudt, der var lagret i Williamsburg til et bevæbnet britisk skib på James River. Dunmore havde bemærket en stigende uro i kolonien og forsøgte at undgå at militsen i Virginia fik forsyninger, der kunne bruges ved et oprør. En revolutionær milits under anførsel af Patrick Henry tvang Dunmore til at betale for krudtet.
Efter at krigen var brudt ud udstedte Lord Dunmore en proklamation, som lovede frihed til slaver, som kæmpede for briterne. Den 9. december 1775 besejrede amerikanske styrker Loyalistiske tropper, (heriblandt undvegne slaver) under guvernør Dunmore i slaget ved Great Bridge. Efter nederlaget søgte Dunmore og hans tropper tilflugt på britiske skibe ud for Norfolk. Dunmore bombarderede og afbrændte byen den 1. januar 1776. Samme sommer blev han fordrevet fra en ø i Chesapeake Bay, og vendte aldrig tilbage.

### Første angreb på Charleston
Det var af afgørende betydning for generobringen af syden at få herredømme over en havn, så man kunne bringe forsyninger frem. Med det for øje gennemførte briterne under Sir Henry Clinton i juni 1776 et angreb mod Fort Sullivan ved Charleston, South Carolina.
Ganske ukarakteristisk undlod Clinton at beordre en fuldstændig rekognoscering af området. Hans styrke på 2.200 mand lå på Long Island (ved siden af Sullivan's Island hvor fortet lå). Han opdagede at sundet mellem de to øer var for dybt til at hans tropper kunne vade over. I stedet for at vende tilbage til skibene valgte han i stedet at satse på at lederen for den stedlige flådeeskadre, Sir Peter Parker, kunne nedkæmpe fortet ved beskydning. Fortet kom senere til at hedde fort Moultrie efter dets kommandant under dette slag – William Moultrie. Kanonaden fra de britiske skibe havde ikke større effekt på de palmestammer, der udgjorde hovedparten af forsvarsværkerne, og beskydningen slog fejl. Det var et ydmygende nederlag, og Clintons felttog i North og South Carolina blev afblæst. De to britiske officerer skændtes efter kampen og beskyldte hinanden for at være årsag til at angrebet var slået fejl.
 Det hævdes at syden gik tabt som følge af at Charleston ikke blev taget i 1776, da det efterlod loyalisterne uden støtte i tre år, mens havnen i Charleston var til gavn for amerikanerne frem til 1780.

## Britisk felttog i syden

### Spørgsmålet om loyalisterne
I 1778 vendt briterne igen deres opmærksomhed mod syden, hvor de håbede at få kontrollen tilbage ved at rekruttere tusinder af loyalister. Denne antagelse var baseret på de beretninger som loyalister i eksil i London kunne berette fra kilder der havde adgang til den amerikanske minister, George Germain. Ivrige efter at få deres jord tilbage og blive belønnet for deres loyalitet overfor kronen, stod det klart for disse mænd, at deres bedste mulighed for at overtale briterne til at gennemføre et større felttog i syden bestod i at overdrive omfanget af støtten til loyalisterne. Som gruppe betragtet havde de stor indflydelse på de britiske ministre i London. Briterne handlede ud fra en forventning om at de ville få betydelig støtte til deres handlinger, hvis blot de befriede de rette områder, næsten indtil krigens slutning. Mens han var i South Carolina skrev Cornwallis i et brev til Clinton at "forsikringerne om støtte fra vore stakkels vanskeligt stedte venner i North Carolina er så så store som nogensinde før". Denne antagelse var i vidt omfang forkert, som Cornwallis begyndte at indse, efterhånden som felttoget skred frem.

### Tidlige manøvrer i syden
Den 29. december 1778 erobrede en britisk ekspeditionsstyrke på 3.500 mand fra New York under ledelse af oberstløjtnant Archibald Campbell Savannah, Georgia uden at løsne et skud.. Betydningen for briterne af denne erobring kan ikke overvurderes. Da brigadegeneral Augustine Prevost sluttede sig til Campbell den 17. januar 1779 var hele Georgias lavland sikkert under britisk kontrol.

#### Forsvar af Savannah
I oktober 1779 forsøgte franske og revolutionære styrker at generobre Savannah. Under ledelse af generalmajor Benjamin Lincoln og med støtte fra en fransk flådeeskadre under ledelse af Comte d'Estaing blev det en enestående fiasko. De kombinerede fransk-amerikanske styrker led tab på 901, mens briterne mistede 54. Den franske flåde opdagede at befæstningerne ved Savannah havde de samme egenskaber som de, der havde stoppet Peter Parker ved Charleston i 1776. Artilleribombardementet havde ikke stor virkning på forsvarsværkerne, men i modsætning til ved Charleston, hvor Clinton havde besluttet sig for ikke at angribe Fort Moultrie over land, besluttede Estaing at gennemføre angrebet efter at flådebombardementet var slået fejl. I dette angreb blev grev Kazimierz Pułaski, den polske leder af det amerikanske kavaleri dødeligt såret. Efter at have sikret Savannah kunne Clinton nu iværksætte et nyt angreb mod Charleston, South Carolina, hvor han havde lidt nederlag i 1776. Lincoln flyttede sine resterende tropper til Charleston for at hjælpe til med at bygge forsvarsværker.

#### Andet angreb på Charleston
Clinton rykkede endelig mod Charleston i 1780, blokerede havnen i marts, og opbyggede en styrke på omkring 10.000 mand i området. Hans fremrykning mod byen havde ikke mødt modstand, tværtimod havde den amerikanske flådechef, Abraham Whipple, sænket fem af sine otte fregatter i havnen for at styrke forsvaret. Inde i byen havde general Benjamin Lincoln kommandoen over ca. 2.650 fra den kontinentale arme og 2.500 militsmænd. Da den britiske oberst Banastre Tarleton afskar byens forsyningslinjer ved sejre ved Moncks Corner i april og Lenud's Ferry i begyndelsen af maj, blev Charleston omringet. Clinton fortsatte med at bygge belejringslinjer (fra 11. marts) og begyndte at bombardere byen.
Den 12. maj 1780 overgav general Lincoln sig med sine 5.000 mand. Det var den største overgivelse af amerikanske styrker frem til den amerikanske borgerkrig. Clinton havde erobret den største by og havn i syden med relativt små tab, og dermed vundet den måske største britiske sejr i krigen. Den amerikanske hær i syden var ødelagt. Det var kun da Nathanael Greene slap forbi Cornwallis efter slaget ved Guilford Courthouse i 1781 at briterne endelig mistede denne fordel i syden.
Resterne af den kontinentale arme i syden begyndte at trække sig tilbage mod North Carolina, men blev forfulgt af oberst Tarleton, som besejrede dem i Slaget ved Waxhaws den 29. maj 1780. Blandt amerikanerne spredtes en historie om at Tarleton havde massakreret mange amerikanere efter at de havde overgivet sig (om dette var sandt diskuteres fortsat). "Bloody Tarleton" eller "Bloody Ban" blev et hadet navn, og "Tarletons betingelser", der henviste til hans hensynsløse adfærd, blev snart et kampråb. Uanset om slaget var en massakre eller ej, så havde det følger, der kunne spores gennem hele felttoget. Da loyalisternes milits overgav sig ved afslutningen af Slaget ved Kings Mountain, blev mange af den dræbt af patriotiske skytter, som råbte: "Tarlestons betingelser!". Tarleton udsendte senere en beretning om krigen, hvor han går let hen over beskyldningerne om misgerninger mod amerikanske fanger og portrætterer sig selv i et skamløst positivt lys.

### Cornwallis overtager ledelsen
De organiserede amerikanske militære aktiviteter i syden faldt til jorden. Staterne fortsatte imidlertid med at fungere, og krigen blev fortsat af partisaner såsom Francis Marion. General Clinton overdrog de britiske operationer i syden til Lord Cornwallis. Den Kontinentale Kongres sendte general Horatio Gates, sejrherren fra Saratoga, sydpå med en ny hær, men Gates led straks et af de værste nederlag i den amerikanske militærhistorie i slaget ved Camden den 16. august 1780, og gjorde dermed scenen klar til at Cornwallis kunne invadere North Carolina. På dette tidspunkt af krigen i syden var den amerikanske sag på sit allerlaveste.
Tingene ændrede sig imidlertid hurtigt for Cornwallis. En fløj af hans hær blev grundigt besejret i slaget ved Kings Mountain den 7. oktober 1780, hvilket forsinkede hans fremrykning ind i North Carolina. Kings Mountain var et slag mellem loyalistiske og patriotiske militser. Cornwallis fik senere kritik for at have afsendt den loyalistiske milits under Phillips, og derpå have undladt at støtte dem. Den britiske plan om at hverve store loyalistiske hære slog fejl. Der var alt for få, som lod sig hverve, og de som gjorde var i fare når den britiske hær rykkede videre.
Gates blev udskiftet med George Washingtons dygtigste underordnede, general Nathanael Greene. Greene overdrog omkring 1.000 mand til general Daniel Morgan, en særdeles dygtig taktiker, som knuste Tarletons tropper i slaget ved Cowpens den 17. januar 1781. Som ved Slaget ved Kings Mountain, blev Cornwallis senere kritiseret for at have afsendt en del af sin hær under Tarleton uden fornøden støtte. Greene fortsatte med at nedslide sine modstandere i en række slag, som kaldes Kapløbet til Dan River (Cowan's Ford, Guilford Court House, Hobkirk's Hill, Ninety Six og Eutaw Springs). Hvert af disse slag resulterede i taktiske sejre til briterne, men gav dem ingen strategiske fordele. Greene opsummerede sin taktik i et motto, der blev berømt: "Vi tænker, bliver slået, rejser os og kæmper igen". Hans taktik er blevet sammenlignet med den som Quintus Fabius Maximus, den romerske general, som sled Hannibals hær fra Karthago op gennem en langsom udmattelseskrig.
Mens Cornwallis var ude af stand til fuldstændig at nedkæmpe Greene, kunne han se, at de fleste af de forsyninger som de amerikanske styrker var afhængige af kom fra Virginia, en stat som indtil da havde været forholdsvis uberørt af krigen. Han besluttede trods modstand fra Henry Clinton, at invadere Virginia i håbet om at ved at afskære de amerikanske forsyningslinjer til tropperne i Nord og South Carolina kunne han gøre amerikansk modstand umulig. Denne teori blev støttet af Lord George Germain i en række bleve, som fuldstændig holdt Clinton ude af beslutningstagningen i den sydlige arme, trods det at han formelt var dens øverstkommanderende. Uden at give Clinton besked marcherede Cornwallis nordpå ind i Virginia for at gennemføre en række raids.
Mens Cornwallis marcherede nordpå sneg Nathanael Greene forbi ham og indledte den amerikanske generobring af South Carolina. Dette var gennemført ved udgangen af juni, på trods af et tilbageslag mod Lord Rawdon i Slaget ved Hobkirk's Hill (3 km nord for Camden) den 25. april. Fra den 22. maj-19. juni 1781 gennemførte Greene en belejring af Ninety-Six. Disse handlinger hjalp med til at tvinge briterne ud til kysten.
Derefter gav Greene sine styrker en seks ugers pause på High Hills ved Santee floden, og den 8. september gik han i kamp mod brigerne under oberstløjtnant Alexander Stewart i slaget ved Eutaw Springs. Amerikanere som faldt i dette slag blev udødeliggjort af den amerikanske forfatter Philip Freneau i hans digt fra 1781 "Til minde om modige amerikanere." Slaget, som taktisk set endte uafgjort, svækkede briterne så meget at de trak sig tilbage til Charleston, hvor Greene holdt dem indesluttet i resten af krigen.

### Yorktown
Da han ankom til Virginia overtog Cornwallis kommandoen over de eksisterende britiske styrker i området, som havde været under kommando af generalmajor William Phillips. Phillips, der var en personlig ven af Cornwallis, døde to dage inden Cornwallis nåede frem til ham ved Petersburg. Efter at være marcheret uden at meddele Clinton om sine bevægelser (kommunikationen mellem de to britiske ledere foregik over havet og var ekstremt langsom, nogle gange op til tre uger) sendte han besked om sin march nordpå og gik i gang med at ødelægge amerikanske forsyninger i Chesapeake området.
I marts 1781, som svar på truslen fra Cornwallis, havde general Washington sendt Marquis de La Fayette af sted for at forsvare Virginia. Den unge franskmand rådede over 3.200 mand, men de britiske styrker i staten var nu oppe på 7.200. Lafayette havde fægtninger med Cornwallis, men undgik et afgørende slag mens han samlede forstærkninger. Det var på dette tidspunkt, at Cornwallis fik ordre fra Clinton om at vælge en stilling på Virginia halvøen – hvad de dengang kaldte "Williamsburg Neck" – og bygge en befæstet flådebase, der kunne give ly for linjeskibe. Ved at adlyde denne ordre placerede Cornwallis sig i en position, hvor han let kunne blive fanget. Da den franske flåde under Comte de Grasse ankom sammen med George Washingtons kombinerede fransk-amerikanske hær, blev Cornwallis afskåret. Efter at Royal Navy flåden under Admiral Thomas Graves blev slået af franskmændene i slaget ved Chesapeake, og de franske belejringstropper ankom fra Newport, Rhode Island, blev hans stilling uholdbar. Han overgav sig til general Washington og den franske kommandant Comte de Rochambeau den 19. oktober 1781.
Cornwallis rapporterede om denne katastrofe til Clinton i et brev, der begyndte:
| Citat | Jeg har den skuffelse, at måtte informere Deres Excellence om at jeg er blevet tvunget til at opgive stillingerne ved York og Gloucester og overgive tropperne under min kommando ved kapitulation den 19. dennes, som krigsfanger til de forenede amerikanske styrker. | Citat |
|       | |       |

## Virkninger af felttoget
Med overgivelsen ved Yorktown, den fulde deltagelse af franske styrker i dette slag, og det efterfølgende tab af Cornwallis' hær, gik den britiske krigsindsats i stå. Den eneste tilbageværende britiske hær af betydning var den under Sir Henry Clinton i New York. Clinton var lammet af nederlaget, og foretog sig ikke noget indtil han blev erstattet af Guy Carleton i 1782. Et så chokerende ændring i krigslykken, som havde basis i noget så sjældent som et nederlag til søs, bidrog til at ændre den britiske opinion til at være imod krigen. Lord North ministerium måtte gå af og der blev ikke gennemført nogen større operation på det amerikanske kontinent i resten af krigen. Mange historikere hævder, at mens slaget ved Saratoga indledte den britiske modgang i uafhængighedskrigen, så var overgivelsen ved Yorktown dødsstødet.

## Yderligere læsning
- Alden, John R. The South in the Revolution, 1763–1789. Baton Rouge: Louisiana State University Press, 1957.
- Cashin, Edward J. William Bartram and the American Revolution on the Southern Frontier. Columbia: University of South Carolina Press, 2000. ISBN 1-57003-325-0.
- Chidsey, Donald Barr. The War in the South: the Carolinas and Georgia in the American Revolution, an Informal History. New York: Crown Publishers, 1969.
- Crow, Jeffrey J. and Larry E. Tise, eds. The Southern Experience in the American Revolution. Chapel Hill: University of North Carolina Press, 1978. ISBN 0-8078-1313-3.
- Eckenrode, H. J. The Revolution in Virginia. Hamden, Conn.: Archon Books, 1964.
- Lumpkin, Henry. From Savannah to Yorktown: the American Revolution in the South. Columbia, S.C.: University of South Carolina Press, 1981. ISBN 0-87249-408-X.
- O'Donnell, James H. Southern Indians in the American Revolution. Knoxville: University of Tennessee Press, 1973. ISBN 0-87049-131-8.
- Selby, John E. The Revolution in Virginia, 1775–1783. Williamsburg, Va.: University Press of Virginia, 1988. ISBN 0-87935-075-X.
- Thayer, Theodore. Nathanael Greene: Strategist of the American Revolution. 1960.